# Кечмания 15
Кечмания 15 (на английски: WrestleMania XV) е петнадесетото годишно pay-per-view събитие от поредицата Кечмания, продуцирано от Световната федерация по кеч (WWF). Събитието се провежда на 28 март 1999 г. във Филаделфия, Пенсилвания.

## Обща информация
Десет професионални мача са насрочени в карда на събитието. В главното събитие Ледения Стив Остин се изправя срещу Скалата в мач без дисквалификации за Титлата на WWF. На предпоследния мач Гробаря се бие с Биг Бос Мен в мач с Адска клетка.
Продажбите на билети от 20 276 зрители привлича бруто $ 1,437,050.

## Резултати
| №                                         | Резултати                                                                         | Правила                                                                        | Време |
| ----------------------------------------- | --------------------------------------------------------------------------------- | ------------------------------------------------------------------------------ | ----- |
| 1                                         | Хардкор Холи побеждава Ал Сноу (с Главата) и Били Гън (ш)                         | Тройна заплаха хардкор мач за Хардкор титлата на WWF                           | 7:07  |
| 2                                         | Джеф Джарет и Оуен Харт (ш) (с Дебра) поб. Д'Ло Браун и Тест (с Айвъри)           | Отборен мач за Световните отборни титли на WWF                                 | 3:59  |
| 3                                         | Бътърбийн поб. Барт Гън                                                           | Мач меле за всички с Вини Пасиенса като специален гост съдия                   | 00:35 |
| 4                                         | Менкайнд поб. Грамадата чрез дисквалификация                                      | Индивидуален мач за специален гост съдия на главното събитие                   | 6:52  |
| 5                                         | Роуд Дог (ш) поб. Златен прах (с Блу Мийни и Раян Шамрок), Кен Шамрок и Вал Винъс | Четворен елиминационен мач за Интерконтиненталната титла на WWF                | 9:46  |
| 6                                         | Кейн (с Чайна) поб. Трите Хикса чрез дисквалификация                              | Индивидуален мач                                                               | 11:32 |
| 7                                         | Сейбъл (ш) поб. Тори                                                              | Индивидуален мач за Титлата при жените на WWF                                  | 5:08  |
| 8                                         | Шейн Макмеън (ш) (с Тест) поб. Екс Пак                                            | Индивидуален мач за Европейската титла на WWF                                  | 8:42  |
| 9                                         | Гробаря (с Пол Беърър) поб. Биг Бос Мен                                           | Мач в Адска клетка                                                             | 9:48  |
| 10                                        | Ледения Стив Остин поб. Скалата (ш)                                               | Мач без дисквалификации за Титлата на WWF с Менкайнд като специален гост съдия | 16:53 |
| - (ш) – указва шампиона/шампионите в мача |                                                                                   |                                                                                |       |